# KLRD1
KLRD1 (англ. Killer cell lectin like receptor D1) – білок, який кодується однойменним геном, розташованим у людей на короткому плечі 12-ї хромосоми. Довжина поліпептидного ланцюга білка становить 179 амінокислот, а молекулярна маса — 20 513.
| 10         |  | 20         |  | 30         |  | 40         |  | 50         |
| ---------- |  | ---------- |  | ---------- |  | ---------- |  | ---------- |
| MAVFKTTLWR |  | LISGTLGIIC |  | LSLMSTLGIL |  | LKNSFTKLSI |  | EPAFTPGPNI |
| ELQKDSDCCS |  | CQEKWVGYRC |  | NCYFISSEQK |  | TWNESRHLCA |  | SQKSSLLQLQ |
| NTDELDFMSS |  | SQQFYWIGLS |  | YSEEHTAWLW |  | ENGSALSQYL |  | FPSFETFNTK |
| NCIAYNPNGN |  | ALDESCEDKN |  | RYICKQQLI  |  |            |  |            |

A: Аланін

C: Цистеїн

D: Аспарагінова кислота

E: Глутамінова кислота

F: Фенілаланін

G: Гліцин

H: Гістидин

I: Ізолейцин

K: Лізин

L: Лейцин

M: Метіонін

N: Аспарагін

P: Пролін

Q: Глутамін

R: Аргінін

S: Серин

T: Треонін

V: Валін

W: Триптофан

Кодований геном білок за функцією належить до рецепторів. 
Задіяний у такому біологічному процесі, як альтернативний сплайсинг. 
Білок має сайт для зв'язування з лектинами. 
Локалізований у мембрані.